# Rudolf Jablonský
Rudolf Jablonský (5. prosince 1836 Písek – 30. září 1902 Čáslav), byl rakouský a český právník a politik, v 60. a 70. letech 19. století poslanec Českého zemského sněmu, starosta Čáslavi.

## Biografie
Vystudoval práva, nastoupil na praxi a od roku 1861 působil v advokátní kanceláři Josefa Zikmunda v Čáslavi. Později ji převzal. Byl aktivní ve veřejném a politickém životě. V roce 1868 se stal starostou Čáslavi a ve funkci setrval 11 let. Za jeho působení bylo v Čáslavi založeno gymnázium, sirotčinec a opatrovna. Angažoval se v místním ochotnickém divadle. Inicioval výstavbu divadelní budovy, která byla otevřena v únoru 1869 (Dusíkovo divadlo Čáslav). Roku 1882 se stal ředitelem místní ochotnické jednoty, kterou vedl do své smrti. Stal se čestným občanem Čáslavi. Byl mu udělen Řád Františka Josefa.
V 60. letech 19. století se zapojil i do zemské politiky. V doplňovacích volbách v září 1869 byl zvolen na Český zemský sněm za kurii městskou (obvod Čáslav – Chotěboř – Golčův Jeníkov). Patřil mezi české politiky, kteří podepsali státoprávní deklaraci českých poslanců coby nejucelenější programový manifest české opozice proti centralistickému ústavnímu vývoji Rakouska-Uherska. Poslancem se stal, opět za svůj obvod, i ve volbách do Českého zemského sněmu roku 1870 a volbách roku 1872. V rámci tehdejší politiky české pasivní rezistence křeslo nepřebíral a byl opakovaně zbavován mandátu a volen. Takto uspěl v doplňovacích volbách roku 1873 a doplňovacích volbách roku 1874. V doplňovacích volbách roku 1875 nekandidoval a v jeho obvodu byl na sněm zvolen Karel Čulík.
Zemřel roku 1902 v Čáslavi a byl pohřben na zdejším městském hřbitově.